# Sigfrid Lindstam
Sigfrid Assaf Esaias Lindstam, född 5 december 1879 i Ramkvilla församling, Jönköpings län, död 20 maj 1939 var en svensk bysantinist. Han var far till Carl Sigfrid Lindstam.
Lindstam blev filosofie doktor vid Uppsala universitet 1910, lektor vid Jönköpings högre allmänna läroverk 1915, vid Göteborgs högre latinläroverk 1920 samt docent i bysantinsk och nygrekisk filologi vid Göteborgs högskola samma år. Bland Lindstams arbeten märks utgåvor av Georgios Lakapenos (1924) och kapitlet "Byssantinska tiden" om det östromerska rikets historia i fjärde delen av Norstedts världshistoria (1928). Han invaldes 1928 som ledamot av Humanistiska vetenskapssamfundet i Uppsala. Han var medarbetare i Svensk uppslagsbok under signaturen Lm.

### Fotnoter
1. ↑  Lindstam, Sigfrid i Vem var det? (1944)